# Sperwienen
Sperwienen war ein Ort im Kreis Heiligenbeil in Ostpreußen. Seine Ortsstelle liegt heute im Gebiet des Munizipalkreises Rajon Bagrationowsk (Stadtkreis Preußisch Eylau) in der Oblast Kaliningrad (Gebiet Königsberg (Preußen)) der Russischen Föderation.

## Geographische Lage
Die Ortsstelle Sperwienens liegt im südlichen Westen der Oblast Kaliningrad, 18 Kilometer nordöstlich der ehemaligen Kreisstadt Heiligenbeil (russisch Mamonowo) bzw. 31 Kilometer nordwestlich der heutigen Rajonshauptstadt Bagrationowsk (deutsch Preußisch Eylau).

## Geschichte
Der kleine Gutsort Sparwyn wurde im Jahre 1398 erstmals urkundlich erwähnt und danach Sparwin, nach 1399 Sparwinen, nach 1414 Sparwein, vor 1600 Sparwange, nach 1638 Sparwang und nach 1660 schließlich Sperwienen genannt.
Als im Jahre 1874 der Amtsbezirk Wesselhöfen im ostpreußischen Kreis Heiligenbeil errichtet wurde, war der Gutsbezirk Sperwienen von Beginn an dazugehörig.
57 Einwohner zählte Sperwienen im Jahre 1910.
Am 30. September 1928 gab Sperwienen seine Eigenständigkeit auf und schloss sich mit den Nachbargutsbezirken Düsterwalde und Wesselshöfen zur neuen Landgemeinde Wesselshöfen zusammen.
Mit dem gesamten nördlichen Ostpreußen kam Sperwienen 1945 in Kriegsfolge zur Sowjetunion. Dann jedoch verliert sich seine Spur. Der Ort wurde nicht mehr genannt, ein russischer Name ist nicht belegt, und auch die Zugehörigkeit zu einem Dorfsowjet nach 1947 ist nicht bekannt. Wohl wegen Nähe zur russisch-polnischen Staatsgrenze – sie liegt nur drei Kilometer entfernt – fand keine Besiedlung statt. Sperwienen gilt heute als untergegangener Ort im Munizipalkreis Rajon Bagrationowsk (Stadtkreis Preußisch Eylau) in der russischen Oblast Kaliningrad (Gebiet Königsberg (Preußen)).

## Religion
Bis 1945 war die Bevölkerung Sperwienens fast ausnahmslos evangelischer Konfession und war in das Kirchspiel der Kirche Zinten (russisch Kornewo) in der Kirchenprovinz Ostpreußen der Kirche der Altpreußischen Union eingepfarrt.

## Verkehr
Die heute nicht mehr erkennbare Ortsstelle Sperwienens liegt südlich der Straße Kornewo (Zinten)–Laduschkin (Ludwigsort) und ist über einen Abzweig wenige Kilometer vor der Auffahrt zur Regionalstraße 27A-002 (ex R516, heutige E 28, einstige „Berlinka“) zu erreichen. Die einstige Bahnstation in Zinten existiert nicht mehr.